# Lavell Crawford
Lavell Crawford est un acteur, humoriste et scénariste américain né le 11 novembre 1968 à Saint-Louis au Missouri.

## Filmographie

### Scénariste
- 1995 : Def Comedy Jam (1 épisode)
- 2000 : BET's Comicview (1 épisode)
- 2003-2006 : Jamie Foxx Presents Laffapalooza (2 épisodes)
- 2007-2008 : 1st Amendment Stand Up (4 épisodes)
- 2008 : Comedy Central Presents (1 épisode)
- 2008 : Laffapalooza!

### Acteur

#### Cinéma
- 1999 : Beverly Hood : Lil Bit
- 2004 : Out on Parole : Little Bill
- 2004 : Baby's Momma Drama
- 2005 : Friends and Lovers de Je'Caryous Johnson : Bobby
- 2010 : Love Chronicles: Secrets Revealed : Willie
- 2012 : Who's Watching the Kids : JoJo
- 2012 : What Goes Around... Comes Around : Pete le facteur
- 2012 : Trading Up: Behind the Green Door : Barry Harris
- 2013 : Je'Caryous Johnson's Marriage Material : Luther Lance Love Jones
- 2013 : Huell's Rules : Huell
- 2014 : 4Play : Tiko
- 2014 : For Love or Money : Big Daddy
- 2015 : American Ultra : Big Harold
- 2015 : The Ridiculous 6 : Gus Patch
- 2016 : Hors contrôle : Le témoin d'Éric

#### Télévision
- 2000 : The Jamie Foxx Show : Partygoer (1 épisode)
- 2009 : My Parents, My Sister & Me : Laverne Martin (2 épisodes)
- 2011 : Workaholics : le DJ du club de strip-tease (1 épisode)
- 2011-2013 : Breaking Bad : Huell Babineaux
- 2013 : Squidbillies : Juge Jammer (1 épisode)
- 2013 : Philadelphia : Landslide (1 épisode)
- 2013 : Aqua Teen Hunger Force : Ron l'incroyable et le chimpanzé de l'espace (2 épisodes)
- 2013 : The Crazy Ones : Marvin (1 épisode)
- 2013 : Sperm Boat : Smokestack
- 2014 : Super Fun Night : Antwan (1 épisode)
- 2017 : Better Call Saul : Huell Babineaux
- 2020 : Hubie Halloween (Netflix) : Dave le fermier (VF : Yannick Lassère)